# 世界で一番美しい夜
『世界で一番美しい夜』（せかいでいちばんうつくしいよる）は、天願大介が原作・脚本・監督を務めた、文化庁推薦のファンタジー映画。2008年に公開された。

## 概要
カンヌ国際映画祭最高賞を受賞した巨匠今村昌平監督の息子、天願大介による野心作。テーマは過疎化対策。
天願監督の指示で、主演の宝塚女優、月船さららの貞操帯全裸ヌード、大胆な濡れ場(セックスシーン)、俳優25人・女優25人の合計50人による野外乱交シーンといった、超過激な性描写が撮影され、一般劇場公開作品ながらR18指定（18歳以上指定）となった。
この映画は過激な描写が話題となったが、映画のテーマは「政治や戦争ではない、セックスによるテロリズム」であり、真摯な内容をファンタジーとして描いている。こういった過激な性描写がありながら、文部科学省文化庁から推薦映画として認定されている。
映画出演2作目で初主演となった元宝塚男役・月船さららは当時知名度が低かったが、出演した俳優・女優には知名度が高い役者達、田口トモロヲ、佐野史郎、柄本明、石橋凌、三上寛、井川遥(声のみの出演)、嘉門洋子（のちアダルトビデオデビュー）などがいた。男女50人による野外乱交シーンは、撮影開始の際に勃起しない俳優達が多く、女優達がフェラチオをしてペニスを勃起させてから乱交シーンを撮影した。しかし、この大乱交シーンが同映画で使用されたのは僅か数秒間だけであった。

## あらすじ
現在（2000年代後半）、とある田舎の漁村・要村（かなめむら）は、13年連続で出生率日本一を誇っている。その秘密を探りに来たジャーナリストが、その村で出会った少女から、14年前（1993年頃）に起こった驚くべき事実を聞かされる。
それは14年前に東京の「いなほ新聞社」の記者・一八が、左遷により支局がある要村にやって来た所から始まる。一八は、いなほ新聞社の支局長・遠藤の馴染みのスナック「天女」で歓迎会が開かれ、店のママ・輝子から接客を受ける。スクープをつかんで本社復帰したい一八だが、10年前から要村で暮らす遠藤から「平和な村だから事件なんて起きない」と告げられる。
翌日一八は、村長や派出所の警察官や中学校校長に会って色々と話を聞くが、ニュースになるようなネタは見つからない。一八が仕事終わりに「天女」に訪れると、かかってきた店の電話の相手に輝子が「警察のことなら大丈夫。私を信じて」と声を潜めて話すのを耳にする。一八が村で特に影響力を持つ神主に会うと、船でやって来て港に住み着いた前科者の男・欽一の話と、輝子には過去に保険金殺人の疑いがあり、2人に気をつけるよう告げられる。
輝子にスクープの匂いを感じた一八は、彼女が以前住んでいた北九州に足を運んで聞き込み調査をする。関係者の話をまとめると「輝子は精神科医だった過去に婚約者の男と、その後結婚した別の男性にそれぞれ保険金をかけ、2人とも短期間で心臓麻痺で亡くなった」という。一八の調べで、輝子にはさらに「受け取った保険金をカルト宗教に献金した」との疑いも浮上する。ある程度の情報が集まった所で本社の元同僚に会った一八は、保険金殺人の濃厚な女（輝子）の話を聞かせ、このスクープで本社復帰する際の後押しを頼む。
事件の詳細を詰めに「天女」に訪れた一八は、手に入れた情報を輝子に突きつけようとするが、そこに泥酔した遠藤が現れる。悲観的になった遠藤は店の包丁で自殺しようとするが、輝子は不思議な力で彼の傷ついた過去を言い当てて心を解放させる。輝子は一八に霊能力があることや、自身の性欲が強すぎたせいで過去に2人の男を心臓麻痺で死なせてしまったことを打ち明ける。保険金殺人を疑っていた一八は輝子に謝罪するが、その後も彼女を疑い続ける神主と口論になって怒らせる。
別の日、一八から欽一について聞かれた輝子は、「彼は私が小さい頃から親しくしている。正義感が強すぎるだけで本当は優しい人」と伝える。港の船にやって来た一八に、欽一は「世の中を良くするには平和に人々がセックスし、新たな命を産み育てることだ」と力説する。そんな中、神主の差し金で輝子を追い出そうとするヤクザが「天女」に現れるが、彼女は霊能力を使って彼の心に語りかけて事なきを得る。その後欽一が輝子に片思いしていることを知った一八は、彼を「天女」に連れて行って彼女と2人きりにさせてあげる。
欽一は勇気を出してプロポーズするが輝子は申し出を断り、彼がその理由を尋ねると彼女は突如スカートを降ろして貞操帯姿を晒す。過去に2人の男を失った輝子は、「愛する人に死んでほしくない」との思いから、性的交渉ができないよう自らの意思で貞操帯をつけていたのだった。しかし欽一は強い愛情で何とか貞操帯を外し、臨時休業した店で数年ぶりに性欲を解放させた輝子と身体を重ね合わせる。その頃一八は、先日の元同僚の裏切り行為により本社の重役会議で解雇が決定し、絶望した彼の中で何かが壊れる。
その夜輝子と欽一を村から追い出すことを目論む神主は神社に数十人の村の男女を集めて扇動するが、遠藤は異を唱えて村人に従わないよう説得する。意見が二分したまま群衆は港に訪れ、神主は村人に指示して欽一の船の中の私物を持ち出して火をつけさせる。実はその中に欽一手作りの“媚薬の爆弾”（実際には爆発はせず特殊な煙が出る）が含まれており、爆弾から出た媚薬の煙が辺り一面に広がる。
それまで争っていた村の男女たちが煙を吸った途端ムラムラし始め、それぞれ異性とペアになって広場に向かって歩き出す。媚薬の煙は風によって村全体に広がり、一八は女性と愛し合った後、変電所をショートさせて村を停電にする。広場に集まった数十人の男女、さらに自宅にいた他の夫婦や恋人たちもそれぞれ愛に満ちた美しい夜を過ごす。翌日輝子と欽一は港から船で旅立ち、1年後一斉に子供が生まれたのを皮切りに、以後要村では村人の愛の営みによって子供が生まれ続けるのだった。

## キャスト
水野一八（かずや／いっぱち）
演 - 田口トモロヲ
新聞記者。名前の読みは「かずや」だが、要村の住民からはあだ名として「いっぱち」と呼ばれ始める。14年前（1993年頃）に「いなほ新聞社」の要村支局に転属になり、村で暮らし始める。元々は本社所属だったが、女性絡みのトラブルに巻き込まれたせいで要村に左遷された。本社時代に「地域格差」について書いた記事で、いなほ新聞社の部長賞をもらっている。要村では、いなほ新聞社創立者の生家だった古い一軒家の一室で寝起きしながら、本社復帰を目指してニュースのネタを探し始める。離婚しており、バツイチ。酒は得意ではないが、人付き合いのため飲んでいる。
檜原輝子
演 - 月船さらら
港近くにあるスナック「天女」の美人ママ。遠藤の馴染みの店で、一八も彼に歓迎会に連れてこられたのを機に通い始める。店のカウンターや各テーブルで、遠藤たち客に酒を注いだり、会話を楽しむ。若い頃は精神科の医師をしていた。過去に婚約者と、その後結婚した別の男性を亡くしたことで一時精神的に不安定になった。自分の強すぎる性欲が原因で愛する人を死なせてしまったと思っており、性交渉を封印するため自らの意思で貞操帯を付け始めた。結婚していた頃は北九州で暮らしていたが、体調が回復したのを機に故郷である要村に戻り、亡き母が生前経営していた「天女」を改装した上で受け継いだ。
禁欲生活を始めてから突然霊能力が備わった。以降霊の声が聞こえたり姿が見える。また自身が触れた人の本人しか知らない秘密や過去を知ることもできる。これらの力を使ってこれまで何人もの人の霊にまつわる悩みなどを治してきた。
仁瓶欽一
演 - 石橋凌
前科者の元過激派テロリスト。一八が要村に来る前から、港に停泊した自身の船で寝泊まりしている。輝子より一回りぐらい年上だが、彼女からは「私の幼馴染みたいなもの」と評しており、「欽ちゃん」と呼び慕われている。子供時代の輝子が水商売をする母のことでからかわれていた時にかばうなど、これまで色々と助けてきたが、密かに彼女に片思いしている。素手での格闘が得意。
以前は過激派グループのメンバーとして、仲間と正義のために戦っていたが、逮捕を機に過激なことや昔の仲間とは手を切った。ただし、以後も個人活動として、世界の子どもたちの幸せを願い、世の中を良くするために平和的な解決方法を模索中。話を聞きに来た一八に、「未来を創るのは思想でも政治でもない。愛あるセックスが大事」と力説する。“媚薬の爆弾”製作に励んでいる。作中では、縄文人は現代人の何倍もの精力があったとされ、要村の遺跡の下に精力の源があると知り精力剤の製作に取り掛かる。その後精力剤の効果を試すため、作中では自らの勃起した陰茎にお茶を入れたやかんをぶら下げたり、陰茎で空手の板割りをして強度を確かめている。
遠藤
演 - 佐野史郎
いなほ新聞社要村支局局長兼同社創設者（要村出身）の記念館館長。以前は、東京でいなほ新聞社の組合委員長をしていたが、10年前に不当な人事異動に抗議して上層部から目をつけられ、「創設者記念館の管理」を名目に要村に左遷された。要村支局について「新聞社の墓場、監獄」と自嘲しているが、いなほ新聞社を辞める気はなく本社復帰を願っている。また、要村については、「民度が恐ろしく低い。バカ（村長と神主）が支配するバカな村」などと思っている。東京にいた頃は仕事人間で家庭を顧みず、家庭内で権威を振りかざしていたことが原因で、中学生だった息子を自殺で亡くしている。これにより家庭崩壊し、以後アルコールに依存する生活になった。

### 村で影響力を持つ人たち
神主・平野
演 - 若松武史
要村の神社で神事を行う。ほとんどの住人が代々氏子であることから、要村で特に強い影響力を持つ存在。輝子からは、「ちょっと偏屈な人」と評されている。いなほ新聞の記事について「新聞社としての思想的傾向に問題がある」との思いから、記事は読まない。昨今（1993年頃）の世の中について「（1990年前後のバブル景気を経て）国民が欲に取り憑かれ、人々の道徳心は地に落ちてしまった」と嘆き、日本古来の美徳や日本人魂の復活を強く願っている。以前から保険金殺人の疑いがある輝子と、前科者の元テロリストの欽一を危険人物とみなしており、要村から2人を追い出そうと色々と画策する。
村長・笠松
演 - 大河内浩
要村で神主の次に影響力を持つ人物。ただし、遠藤からは陰で「バカ」呼ばわりされている。過去に要村の財政のためにリゾート開発を構想していたが大損し、米軍基地を誘致しようとしたが断られた後、（1993年頃の時点で）放射性廃棄物処理場の誘致を考えている。「公共事業がないと、要村みたいな田舎はみんな飢え死にしてしまう」との考えを持つ。女好きで無駄に声がでかく、デリカシーのない発言をする。初対面した一八に、「自民党政権やバブル経済は必ず復活する」と豪語する。
校長・久保
演 - 神戸浩
要村で神主、村長の次に影響力がある人物。要村の中学校で勤務している。要村には自身が発掘した遺跡があり、村に掛け合って指定文化財にしてもらったことから、地元の郷土の歴史における第一人者となった。その遺跡にあるストーンサークル（環状に並んだ石）を自ら「要（かなめ）ストーン」と名付けた。自身の調べによると、「大昔にこの地域に住んでいた縄文人たちは、かなりの子沢山だった」とのことだが、学会から黙殺されているため、彼らを「石頭ども」と不満に思っている。
校長としては、初対面した一八から自身が働く中学校における生徒のいじめや非行の有無を尋ねられ、多くの生徒は素直で良い子であると告げる。ただし、実際には血気盛んな漁師の息子たちが時々ケンカをしており、それを目撃しても「若い人は元気がある」とすっとぼけている。教育者だが実はロリコンで、陰で女子生徒と付き合っている。その後の平野と笠松に賛同し、「輝子と欽一が村にいることは、教育上良くない！」と主張して村人を扇動する。

### 一八と関わる人たち
石塚
演 - 松岡俊介
いなほ新聞社要村支局の社員。一八より一回りほど年下。明るく人当たりの良い性格。男にしては少し長めの髪を後ろで結んだ髪型をしている。一八が暮らすことになった一軒家の別部屋で、以前から暮らしている。2年前、いなほ新聞社の本社所属の記者だったが、当時追っていた殺人事件で誤報を出すという大きな失敗をしてしまい、本来なら解雇される所だったが、いなほ新聞社の先代社長の妾の子ということで要村支局に飛ばされるだけで済んだ。新聞記者になるのが子供の頃からの夢だったため、チャンスがあれば本社に返り咲きたいと思っている。趣味は、釣り。休みの日にはこっそり、要村からほど近い島の風俗に通っている性行為時は相手から命令されるプレイが大好きで、女性から「もっと（私の）乳揉めよ！」などと命じられて喜んでいる。
〆子（しめこ）
演 - 美知枝
風変わりな娘。年は、20代半ばぐらい。普段は村を歩き回って悠々自適に過ごしたり、父・権三の船に時々一緒に乗って漁の手伝をしている。普段から個性的な言動をしているが実は天才で、作中の説明では「日本で一番IQ（知能指数）が高い」と言われているが、天才であることはほとんどの人が知らない。本人曰く「バカアレルギー」があり、そばにバカな人がいると体に発疹ができてかゆみの症状が出る。風変わりなことから学生時代は教師から疎まれ、バカアレルギーもあって学校に行くのが苦痛になって登校拒否になった過去がある。一八が要村に来たばかりの頃から彼のことが気になり、彼の行く先々に現れるようになる。ある日、一八と「この世界に天才が生まれることについて」、「人間を含めた生き物の絶滅について」などを語り合う。
権三
演 - 三上寛
〆子の父。漁師。「天女」の常連客で輝子とも親しく、仕事で釣った魚を時々お裾分けしている。「ケチな漁師」を自称しているが、遠藤と石塚からは「この港一の漁師」と評されている。ある日、輝子がヤクザの組長に襲われていると聞いて「天女」に助けに向かう。男手一つで〆子を育てており、娘のことを大事に思っている。〆子が天才であることを知る、数少ない人物。自身の漁船には、〆子が開発した特殊な周波数を出す器具を使って漁をしている。漁師をする前は、ギターで弾き語るフォークシンガーだったが、女性（後の〆子の母）と恋愛したのを機に漁師になった。現在も趣味としてギターの弾き語りをしている。
鬼塚健児
演 - 斎藤歩
いなほ新聞社本社（東京）に所属する、一流大学卒のエリート社員。一八の元同僚で、彼が要村に転属になった後も交流がある。いなほ新聞副社長の娘と婚約しており、出世街道をまい進中。一八の本社時代のある晩に彼を誘ってとあるスナックに訪れたところ、偶然出会った一人の若い女性と3人で酒を飲んだが、上司からの呼び出しを受け、独身の一八に「チャンスだぞ」と告げてその場を後にした。一八はその女性とトラブルになったことでクビになりかけたが、幹部候補だった自身が手助けをしたことで要村支局への左遷で済んだ。その後一八から久しぶりに連絡を受けて再会し、保険金殺人の疑いがある輝子の話を聞く。

### 輝子と関わる人たち
テレサ
演 - 江口のりこ
「天女」のホステス。客が飲む酒やおつまみを作ったり、カラオケを歌う客に付き添うなどしている。アジア系外国人らしく、アジア訛りの日本語を話しており、今でも「こんがらがる」など意味を知らない日本語もまだある状態。輝子から霊能力について聞かされており、「ママ（輝子）は奇跡を起こす。とても素晴らしいこと」と評している。武術の経験があるのかは、不明だがかかと落としができる。
義満
演 - 有川蒼馬
遠藤の息子。15歳の頃に成績のことで遠藤から罵倒され、何かの薬を飲んで自殺した。輝子が遠藤の過去を霊視したことで姿を現し、父に当時や今の気持ちを本音で語る。
窪田
演 - 山崎一
妻のことで悩む男。霊能力がある輝子に妻のことを相談しに、ある日「天女」にやって来る。妻・アカネは以前は良い妻だったが、近所の老婆にたぶらかされて別人のようになってしまった。後日輝子にアカネを霊視してもらうが、妻の様子が変わったのは自身の浮気が原因であることが判明する。
アカネ
演 - 小林麻子
窪田の妻。近所の拝み屋のお婆さん（アカネは、「神様」と呼んでいる）の洗脳されている状態。“神様”から買った壺を「神様の壺」と称し、腰に紐で縛って携帯している。輝子に初対面した際、携帯電話にかかってきた神様からの指示を受け、輝子を「淫乱女」呼ばわりして反発する。
醜い男
演 - 鴇巣直樹
窪田を取り憑いている幽霊。浮気の事実を見破られた窪田が気分を損ねて帰ろうとしたところ、輝子の霊能力を通じて姿を表す。不気味な顔をしており、手の指は鋭く伸びている。アカネの壺を借りた輝子から「口を開けなさい」と言われ、壺の中から出てきた赤色の謎の液体を飲まされる。
組長・原田
演 - 菅田俊
要村から船で30分行った所にある島でヤクザ組織を構える。組員たちには威圧的な言動をしているが、村の有力者の一人である神主・平野には頭が上がらない。5年前（1988年頃）から片方の足が動きにくくなり、歩行時は杖をついている。また、1年前（1992年頃）から右目が見えにくくなった。ある時平野に頼まれて島を訪ねてきた石塚から、手荒なことはしない条件で輝子を要村から追い出すよう伝えられた後、「天女」に訪れて彼女に島を出るよう迫る。妻と娘がいる。自身の親の代から女たちを食い物にして金を稼いできた。

### 要村のその他住人たち
駐在
演 - 森下能幸
初対面した一八からニュースになりそうな事件があるかを尋ねられ、「酔っ払いのケンカや若者の無免許運転ぐらいで、平和なところ」と答える。特に事件や事故も起こらないため暇を持て余しており、派出所の外でバイクを掃除したり鉢植えの植物の世話などをしている。警察官だが大人しくてのんびりした性格であまり頼りにならないため、平野からは「ぼんくら警察官」と評されている。結婚していたが、一八が要村に来る前に女房に逃げられた。
巫女
演 - 宮地悦子
平野の神社で働く。平野が一八に「輝子と欽一という危険人物がいる」という話をしていた時にたまたま通りがかり、平野から境内の掃除のことで注意される。
笠松の妻
演 - 橋本まゆみ
村長の妻で、要村の婦人会会長。ある日用があって村長室に入ったところ、偶然笠松に会いに来ていた一八と初対面する。一見すると夫婦仲は良さそうだが、この10年間夫とはセックスしていない。遠藤によると、「婦人会は時々AV鑑賞や男性ストリップのパフォーマンスを観ている」とのことだが、事実かは不明。
乞食の老婆
演 - 角替和枝
校長によると、「何年も前に要村に住み着いた」とのこと。要村に来たばかりの一八が港を歩いていたところ、物陰から突然現れる。「要村に変電所ができてから、村で悪いことが起きるようになった」と思っており、一八に「変電所を何とかしないといけない」と伝える。実は八百比丘尼のように800年間生きてきた（というか死ねない）女で、過去に人魚の肉を食べたせいで不死身の体になってしまった。

### その他
スナックの客
演 - 桃生亜希子
いなほ新聞社の本社所属だった一八が訪れたとあるスナックでたまたま出会う。25歳。独身。名門私立高校の教師をしている。店内を歩いていたところ不注意で、一八のグラスの酒をこぼしたことがきっかけで、彼と酒を飲みながら会話を楽しんだ。2人で店を出た後、酔いつぶれた彼を路上に置き去りにしてその場から立ち去ったが、その後“一八に襲われた”と弁護士に性的被害を訴える。
たつお
演 - 河本裕司
原田のヤクザ組織の若手組員で、権三の顔見知り。要村出身で、今（1993年頃）は原田と同じく島で暮らしている。権三からは、ヤクザになってしまったことを悲しまれている。姉がおり、以前姉が狐憑きになった時に輝子の霊能力で助けてもらった。ある日原田が輝子を要村から追い出そうとしていることを知り、原田と、恩がある輝子との間で板挟みになるが、悩んだ末船に乗って権三に会いに行き、彼女に危機が迫っていることを伝える。
輝子の婚約者（ひろし）
演 - 眞島秀和
故人。輝子の回想シーン（1993年頃より前）に登場。姉によると、輝子との婚約から半年後に心臓麻痺で若くして亡くなった。高校、大学時代は陸上の選手で、身体は丈夫だった。輝子との婚約中に、姉が見た感じでは「とても疲れていた」とのこと。母によると、「息子は、輝子を受取人とする生命保険金に入っており、死後に彼女に保険金が入った」とされる。
輝子の元夫
演 - 北村有起哉
故人。輝子の回想シーン（1993年頃より前）に登場。生前は外科医だった。輝子が婚約者と死別してから数年後、自身と結婚したが1年もしない内に心臓麻痺で若くして亡くなった。性欲の強い輝子が自身と積極的性行為をしたことが原因で、ある朝通勤中に突然倒れてそのまま帰らぬ人となった。
ミドリ
演 - 市川春樹
現在（2000年代後半）に登場。要村の中学生。社会科の夏休みの宿題として、14年前（1993年頃）から突然要村の出生率が高くなったことを調べてレポートにする。しかし校長から「調べたことを外部に言わないように」と言われたため、、上記のレポート内容を有名ジャーナリストにメールを送って暴露しようとする。物語の前半で、要村が「日本一出生率が高い村」として総理大臣から称えられることになり、後日多くの村民たちと共に総理大臣と対面するためバスで東京に向かう。
ジャーナリスト
演 - 柄本明
現在に登場。作中では、「日本を代表するジャーナリスト」とされる。ある日東京の番組に出演予定でテレビ局に訪れ、控室で待機中にパソコンに届いた「要村の出生率の高さの秘密」について書かれたミドリのメールを読む。
テレビ局AD
演 - 嘉門洋子
現在に登場。ジャーナリストが出演する番組のテレビ局で働く。控室で待機するジャーナリストに本番が始まることを伝えに行くが、突然彼に押し倒される。
（役名不明）
演 - 十貫寺梅軒
声の出演
演 - 井川遥（Special Thanks）

## スタッフ
- 監督 - 天願大介
- 脚本	天願大介
- 原作	天願大介
- エクゼクティブ・プロデューサー - 仙頭武則
- 撮影 - 古谷巧
- 美術 - 稲垣尚夫
- 音楽 - めいなCo.
- 録音 - 石貝洋
- 照明 - 高坂俊秀
- 編集 - 阿部亙英
- 助監督 - 金子功